# 和野内崇弘
和野内 崇弘（わのうち たかひろ、1932年（昭和7年）8月24日 - 2016年（平成28年）10月17日）は、日本の教育学者。元静修女子大学・静修短期大学学長。元学校法人札幌国際大学理事長。北海道浦河郡浦河町出身。

## 来歴
- 1955年北海道学芸大学札幌分校学芸学部卒業。同札幌分校学芸学部助手。
- 1956年（昭和31年）公立学校教員（地方公務員）として北海道札幌東高等学校教諭に着任。
- 1963年（昭和38年）公立学校教員を退職。札幌静修高等学校教諭。
- 1969年（昭和44年）札幌静修短期大学講師。
- 1972年（昭和47年）同助教授。
- 1976年（昭和51年）同教養学科教授
- 1981年（昭和56年）静修短期大学図書館長
- 1982年学校法人静修学園理事長代行
- 1986年学校法人静修学園理事長に就任
- 1990年（平成2年）静修短期大学学長に就任
- 1993年静修女子大学学長にも就任
- 1997年（平成9年）大学名を札幌国際大学・札幌国際大学短期大学部に変更
- 2004年札幌国際大学・札幌国際大学短期大学部学長を退任。札幌国際大学学園長

この他、北海道観光審議会副会長や北海道総合保養地域整備推進委員会副委員長、本私立短期大学協会副会長、全国大学実務教育協会会長、財団法人短期大学基準協会理事、北海道経済財政懇話会委員などを歴任した。

## 研究対象
労働問題や余暇問題と教育との関連性や、地域開発と教育の関連性に関する研究

## 受賞歴
- 文部大臣表彰（1990年（平成2年））
- 藍綬褒章（1997年（平成9年））
- 旭日中綬章（2006年（平成17年））[2]

## 著書
- 北海道開発問題研究調査会編『明日の北海道を考える : 21世紀への提言(北海道開発文庫：5)』（共著, 北海道開発問題研究調査会, 1981年）
- 『北海道の宿題 : 北海道は"試される大地"なんかぢゃない』（海豹舎, 2004年）